# Sanofi
A Sanofi franciaországi székhelyű nemzetközi gyógyszeripari vállalat. A világ több mint 100 országában 110 000 alkalmazottat foglalkoztat, készítményei szinte minden terápiás területen megtalálhatóak.
A Sanofi Magyarországon is jelen van a hazai gyógyszeriparban.

## A Sanofi története
A Sanofi története 1973-ig nyúlik vissza, ekkor alapította meg Franciaországban a céget René Sautier és Jean-François Dehecq. A francia Synthélabo 1970-ben alakult meg a Laboratoires Dausse és Laboratoires Robert & Carrière egyesülésével. 1999-ben a Sanofi és a Synthélabo összeolvadásával egy új gyógyszeripari szereplő jött létre: a párizsi központú Sanofi-Synthélabo vállalatcsoport. 1999 decemberében a Rhone Poulenc Rorer és a Hoechst Marion Roussel egyesülése létrehozta a francia-német gyógyszeripari vállalatot, az Aventist, amely a világ 120 országában volt jelen. A Sanofi-Synthélabo 2004 augusztusában vásárolta fel az Aventist, így jött létre a Sanofi-Aventis vállalatcsoport. 2011 májusában a vállalat egyszerűsítette a nevét, újra Sanofi lett. A vállalat európai vállalatként az egész világon jelen van.

## A Sanofi Magyarországon
A francia Sanofi 1991-ben vásárolta meg Magyarország egyik legnagyobb gyógyszeripari vállalatát, a Chinoin-t.

## A Chinoin története[4]
A Chinoin jogelődjét, az Alka Vegyészeti gyárat 1910-ben dr. Wolf Emil és dr. Kereszty György alapította. Létszáma induláskor 10–15 fő volt, és az alapítók a fizikai munkát végző kollégákkal együtt dolgoztak. A gyártott termékek listáján a gyógyszerek mellett laboratóriumi és fényképészeti vegyszerek, valamint preparátumok szerepeltek. A gyógyszereket őrléssel, extrakcióval, desztillálással és tablettázással állították elő.
A két vegyészmérnök német mintára olyan gyógyszergyárat akart alapítani, amely már nemcsak a növényi és állati eredetű anyagok feldolgozásával, hanem főleg korszerű kémiai szintézisek segítségével állítja elő a gyógyszerhatóanyagokat. Az első bejegyzett termék egy állatgyógyászati szer, a Yohimbin Kincsem volt. Neve a világhírű magyar Kincsem lótól ered.
1928-ban a Chinoinban Földi Zoltán vezetésével több éves kutatómunkával sikerült kidolgozni egy technológiát az inzulin sertéshasnyálmirigyből történő előállítására, amellyel nagy hatékonyságú és tisztasági fokú inzulint állítottak elő. Az inzulin üzemi méretű gyártása a világon másodikként a Chinoinban valósult meg. 1932-ben – a későbbi Nobel-díjas Szent-Györgyi Alberttel közösen – kidolgozták azt a módszert, amelynek segítségével a világon először vált lehetővé a C-vitamin előállítása érett paprikából. Az eljárást szabadalommal is védték, így a C-vitamin üzemi előállítása először a világon a Chinoinban valósulhatott meg.
Áttörő sikert 1939-ben az antibakteriális Ultraseptyllel értek el, amelynek előállítása dr. Wolf Emil, dr. Földi Zoltán, Gerecs Árpád és Kőnig Rezső nevéhez fűződik. A külföldi vizsgálatok közül akkoriban a német volt a legjelentősebb, amely az Ultraseptylt a leghatásosabb és a legkevesebb mellékhatással rendelkező terméknek minősítette. A készítmény a II. világháborúban a harcoló felek között nagyon elterjedt volt. A németeken és a szövetségeseken kívül eljutott a semleges Törökországon keresztül az angol hadseregbe, az USA-ba, sőt a Szovjetunióba is. 1945-ben orosz katonák is keresték a gyógyszert a gyárban.
1951 II. félévében megkezdődött Magyarországon az első üzemi penicillingyártás. Ez a munka több szabadalmi bejelentést eredményezett, és dr. Földi Zoltánt 1952-ben, míg Kőnig Rezsőt 1955-ben Kossuth-díjjal tüntették ki – többek között – a penicillinnel kapcsolatos tevékenységükért.
Az eredeti gyógyszerek felfedezésének aranykora az 1960-as évekre tehető. Ebben az időszakban a Chinoin tíz év alatt nyolc eredeti gyógyszerkészítményt védett le szabadalommal. Ekkor vezették be a No-Spát.
Az 1980-as évek gazdasági eredményei szükségessé tették a privatizálást. 1991. február 22-én a francia Sanofi cég 40%-os részesedést szerzett meg a Chinoinban, 1998-ban a részesedése már elérte a 98%-ot. Ekkor a francia Synthélabóval, majd 2004-ben az Aventisszel lépett fúzióra, így létrejött a Sanofi-Aventis vállalatcsoport. Nevét a vállalat 2011-ben Sanofira egyszerűsítette.
Magyarországon a Sanofi-csoport tagja az oltóanyaggyártó Sanofi Pasteur, a generikus gyógyszereket gyártó Zentiva, valamint a biotechnológiával foglalkozó Genzyme. A Sanofi Pasteur a Sanofi oltóanyag ágazata, a világ és Magyarország egyik influenza-védőoltás gyártója. A Genzyme, biotechnológiával foglalkozó gyógyszervállalat 2010-ben csatlakozott a Sanofi-csoporthoz.

## Újpesten
1912-ben a vállalat részvénytársasággá (Rt.) alakult. A termelés növekvése miatt az angyalföldi bérlemény már nem volt elég nagy, ezért Újpesten gróf Károlyi Lászlótól a feltöltött Gyáli-tó területén 9000 négyzetméteres területet vettek. A gyártás azóta is itt folyik. A termelés már az év közepén megindult.
A „Chinoin” nevet 1913-ban vették fel. A nevet állítólag Kóbor Tamás találta ki egy kinintartalmú gyógyszernek. 1916-ban került a polcokra Issekutz Béla hatástani vizsgálataival az első magyar szabadalommal védett (eredeti), szintetikus úton gyártott görcsoldó hatású gyógyszerhatóanyag, a homatropin, mely még ma is sok országban készítményként és kombinációban van forgalomban. Magyarországon ez a legrégebben, több mint 100 éve forgalomban lévő gyógyszer.
Az 1916 és 1918 között megvalósított szalicilsav-előállítási módszer első volt a nyomás alatti gyógyszeripari megvalósításnak Magyarországon.
A juhok májmétely nevű betegségének gyógyszere, a Distol – Marek József egyetemi tanár találmánya – 1917-ben került forgalomba. Későbbi fejlesztések során a hatást kiterjesztették szarvasmarhák, sőt az elefántok gyógyítására is. Az eladás öt világrészen alapított részvénytársaságokon és fiókokon keresztül bonyolódott le.
1930-ban kidolgozott görcsoldó hatású Papaverin szintézisével sokáig az itt előállított anyag biztosította a világszükséglet közel 70%-át, és emellett megszületett a jobb hatású eredeti Perparin is. Az Egyesült Államokban a Novatropint, a vízhajtó Novuritot és a Perparint is ebben az időben engedélyezték.
A vitaminok gyártása is fontos terület volt. A D-, a C-vitamin mellett a B-vitamin-család sok emberi- és állati gyógyászati termék alapja volt. A C-vitamin előállítását a későbbi Nobel-díjas Szent Györgyi Alberttal együttműködve a világon először itt valósították meg zöld paprikából kiindulva.
Sikeres volt az organoterápiás területen az 1928-ban forgalomba hozott, Magyarországon először elkészített Insulin mellett az eredeti női hormon-készítmények – Hogival, Depofollan és Akrofollin – is.
A második világháború alatt a gyógyszergyár legelterjedtebb terméke a szulfonamidok Ultraseptylja volt. Nemcsak a német és szövetségeseinek csapatainál, hanem az amerikai, angol, sőt az orosz csapatoknál is ismerték. Az utóbbi helyekre a semleges Törökországon keresztül jutott el.

## Állami tulajdonban
A II. világháború vége után a deportálásból visszatért Wolf Emil 1947. július 15-én egy külföldi úton Brüsszelben váratlanul elhunyt.
Az állami tulajdonba vétel 1948. március 25-én valósult meg.
A meglévő technológiák fejlesztése mellett fontos lépés volt a hazai antibiotikum-gyártás elindítása, mely során 1951-ben állították elő először a Penicillint, mely gyártást később a debreceni Biogal-gyárnak adtak át. A Penicillint az Oxitetraciklin, Gentamicin stb. és különböző félszintetikus antibiotikumok (Semicillin, Doxiciklin stb.) követtek.
A kutatómunka eredeti gyógyszerhatóanyagok gyártására irányult. 1960 és 1970 között nyolc gyógyszer született:
- a tumor-ellenes Myelobromol és
- az Elobromol, a ma már csak külföldön gyártott és forgalmazott szívgyógyszer,
- a Sensit koszorúér-tágító,
- a ma is forgalomban lévő és máig az egyetlen eredeti magyar gyógyszer, amely az USA-ban törzskönyvezésre került, egy Parkinson-kór elleni gyógyszer, a Jumex
- a görcsoldó hatású NO-SPA, mely ma is az egyik fő export termék a volt Szovjetunió egykori tagországaiban
- a ma is forgalomban lévő köhögés-csillapító Libexin
- a fájdalomcsillapító Probon és
- a csontritkulásra ható Osteochin, melyet 1988-ban Japánban is bevezettek.

1970-ben az új gazdasági mechanizmus idején a Nagytétényi Bányagyutacs-gyárat átvette a vállalat, ahol főleg a már 1920 és 1939 között már művelt növényvédőszer-gyártás kezdődött újra. A növényi védőszerek előállítása az 1990-es évekig folyt.
Az 1970-es években kezdődött el a prosztaciklinok gyártása és kutatása.

## A privatizálástól napjainkig
Az 1980-as évek gazdasági eredményei tették szükségessé a privatizálást. 1991. február 22-én a francia Sanofi cég 40%-os részesedést szerzett meg. 1998-ban a részesedése már elérte a 98%-ot. Ekkor a francia Synthélabo-céggel, majd 2004-ben az Aventissel lépett fúzióba és így létrejött a Sanofi-Aventis vállalatcsoport. A vállalatcsoportnak közel 100 ezer munkatársa közül 17 ezer a kutató, akik a világ 20 helyszínén dolgoznak. A cég három földrész több mint 100 országában van jelen.
1991 óta, amióta a Sanofi-Aventis csoportjához tartozik a Chinoin, a vállalat nagy mértékben átalakult. A több mint 155 milliárd forintos beruházása a kutatást és termelést jelentősen átváltoztatta.

## Tevékenységek az országban[5]
A vállalat négy gyáregységben, két budapesti helyszínen – Újpesten és Nagytétényben –, valamint Veresegyházon és a Miskolc melletti Csanyikvölgyben végzi a gyógyszergyártás tevékenységét, a klinikai vizsgálatoktól[pontosabban?] a termelésen keresztül a disztribúcióig. A vállalat négy telephelyen 2300 dolgozót foglalkoztat.
Az újpesti központ és telephely meghatározó helyet foglal el a vállalatcsoporton belül, mert innen indult el a cég. Itt található a vállalat székháza, marketing- és értékesítési központja, valamint az ehhez tartozó támogató tevékenységek. A tradíciónak megfelelően ezen a telephelyen zajlik a klinikai kutatás, illetve a hatóanyaggyártáshoz szükséges kémiai folyamatok is itt történnek. A kész hatóanyag ezután két helyre kerülhet attól függően, hogy folyékony vagy szilárd halmazállapotú gyógyszert gyártanak belőle.
A drazsék, tabletták és egyéb szilárd alapanyagú orvosságok előállítása a Pest vármegyei Veresegyházon történik.
A folyékony alapanyagú gyógyszerek, többek között injekciók és ampullák gyártása a Miskolc melletti Csanyikvölgyben történik.
Az elkészült gyógyszerek a vállalat nagytétényi központjába kerülnek, amely a vállalatcsoport egyik legfontosabb elosztóhelye. A Sanofi Magyarországon kívül összesen 45 országba szállítja termékeit világszerte: többek között Oroszországba, Közép- és Kelet-Európa és Közép-Ázsia államaiba.

## Termékek
A Sanofi Magyarországon vényköteles és vény nélkül kapható készítményeket is forgalmaz, számos terápiás területet lefedve. Ilyen például a diabétesz, de fontos terápiás terület még az onkológia és a vakcinák. A gyógyszerek egy része generikum, de biotechnológiai termékeket és vakcinákat is forgalmaznak.

## Társadalmi szerepvállalása

### Egyetemi együttműködések, PhD ösztöndíjak
A Sanofi Magyarországon évek óta együttműködést folytat több nagy vidéki és budapesti iskolával. Az együttműködés keretében a cég lehetőséget ad a diákoknak és kutatóknak, hogy megismerjék a legújabb technológiákat, az egyetemek pedig bekapcsolódhatnak a cég kutatási-fejlesztési tevékenységébe. Ezenfelül a a Sanofi-Aventis/Chinoin ösztöndíjpályázatán a nyertes doktoranduszhallgatók támogatásban részesülnek. 

### Sanofi-Aventis/Chinoin Díjak
A Sanofi-Aventis/Chinoin díjakkal támogatja a magyar kutatók szakmai munkáját. A cég a magyar egészségügyi szakemberek között 2002 óta minden évben kiosztja a Sanofi-Aventis/Chinoin Szakmai és Életműdíjat, 2003-ban pedig létrehozta a Sanofi-Aventis/Chinoin Magyar Kutatási Díjat, a fiatal magyar kutatónemzedék jelentős tudományos eredményeinek elismerésére.

### Egészségvonat
A Sanofi-Aventis által útjára indított Egészségvonat 2006-ban és 2007-ben az ország különböző városaiba látogatott el, ahol szűréseket biztosítottak és felvilágosítást végeztek a lakosság körében.

## Vállalati felelősségvállalás[6][7]
Magyarországon a Sanofi több területen működtet vállalati felelősségvállalás programokat. A társadalmi-közösségi felelősségvállalásban a betegedukációs programok, az oltópont hálózat működtetése, az ingyenes szűrések megszervezése és lebonyolítása, illetve az oktatási programokhoz való hozzájárulás és az egyetemekkel való együttműködések a legjelentősebbek.

### Könyvek
- Bencze Géza, Bikki István, Korbonits Dezső, Sipos Antalné: Egy mindig megújuló vállalat: a Chinoin története. 1910–1995; Chinoin Rt., Budapest, 1996